# Vološka
Vološka (rus. Волошка) je rijeka u Konošskom i Kargopolskom rajonu Arhangelske oblasti u Rusiji. Desni je pritok Onege. Duga je 260 km, s površinom slijeva od  7100 km2. Njegovi glavni pritoci su Vohtomica (desno), Lejbuša (lijevo) i Bolšaja Porma (desno).
Porječje rijeke Voloske uključuje istočni dio Kargopolskog rajona, zapadni dio Konošskog i jugozapadni dio Njandomskog rajona što je veliko i rijetko naseljeno područje.
Izvor rijeke Vološke nalazi se na jugoistoku Kargopolskog rajona, istočno od jezera Lača. Rijeka teče prema jugu i ulazi u Konošskom rajonu. U selu Kementevo skreće na sjeveroistok i na kraju ulazi u močvarno nenaseljeno područje. Nakon prihvaćanja Vohtomice s desne strane, oštro skreće na sjeverozapad. U ušću rijeke Komže, na obje obale nalazi se naselje Vološka, koje je do 2005. godine bilo naselje urbanog tipa, a kasnije je prešlo u naselje ruralnog tipa. Sjeverno od Vološke, rijeka skreće na zapad, ponovno ulazi u Kargopoljski rajon, a do ušća Leibuše nema sela. Nakon primanja pritoka Leibuše, Vološka skreće na zapad, a zatim opet na sjever. Postoji skupina sela sjeverno od ušća Lejbuše, ali sjeverno od tih sela, Vološka ponovno ulazi u močvare, a dolina nije naseljena. Na ovom području su brzaci rijeke. Nizvodno od ušća Bolšaje Porme, Vološka skreće na zapad, a od sela Bronevo  nizvodno do ušća u Onegu vodi neprekinuti niz sela.